# Терюха (станція)
Терюхá (біл. Церуха) — проміжна прикордонна залізнична станція Гомельського відділення Білоруської залізниці на нелектрифікованій лінії Гомель — Чернігів. На станції здійснюється прикордонний та митний контроль для пасажирських потягів міжнародних ліній, що прямують з України та Білорусі. 

## Історія
Станція виникла 1930 року.

## Пасажирське сполучення
На станції Терюха зупиняються поїзди регіональних ліній економкласу сполученням Гомель — Кравцовка.
До березня 2020 року через станцію курсували пасажирські поїзди міжнародних ліній:
- № 85/86 «Білий лелека» Мінськ — Київ;
- № 54/53 «Либідь» Київ — Санкт-Петербург;
- № 93/94 Мінськ — Одеса.